# Бибирево (Западнодвинский район)
Би́бирево — деревня (бывшее село) в Западнодвинском районе Тверской области России. Входит в состав Западнодвинского сельского поселения. До 2006 года была центром Бибиревского сельского округа.
Находится в 20 километрах к северо-востоку от районного центра города Западная Двина, на реке Сережинка при впадении её в Велесу. В деревне пересекаются автодороги «Нелидово — Торопец» и «„Москва—Рига“ — Андреаполь — Пено — Хитино»
Население по переписи 2002 года — 357 человек, 173 мужчины, 184 женщины.

## История
В конце XVIII-начале XX века село Бибирево относился к Бельскому уезду Смоленской губернии и находилось на почтовом тракте Белый — Торопец. В начале XX века Бибирево центр прихода и Сопотской волости Бельского уезда.